# Örugglega
Örugglega fue un compilado en formato LP del cantante y guitarrista islandés Björgvin Gíslason. Este álbum fue lanzado en 1983 a través de la discográfica STEINAR y solamente se publicó en Islandia.
La cantante Björk interpretó junto a Gíslason, la canción “Afi” (Muestra MP3).
NOTA “Afi” también aparece en el compilado islandés Tvær í Takinu que fue lanzado en febrero de 1984 en Islandia y sólo hubo 500 copias.[cita requerida]